# Priya Vadlamani

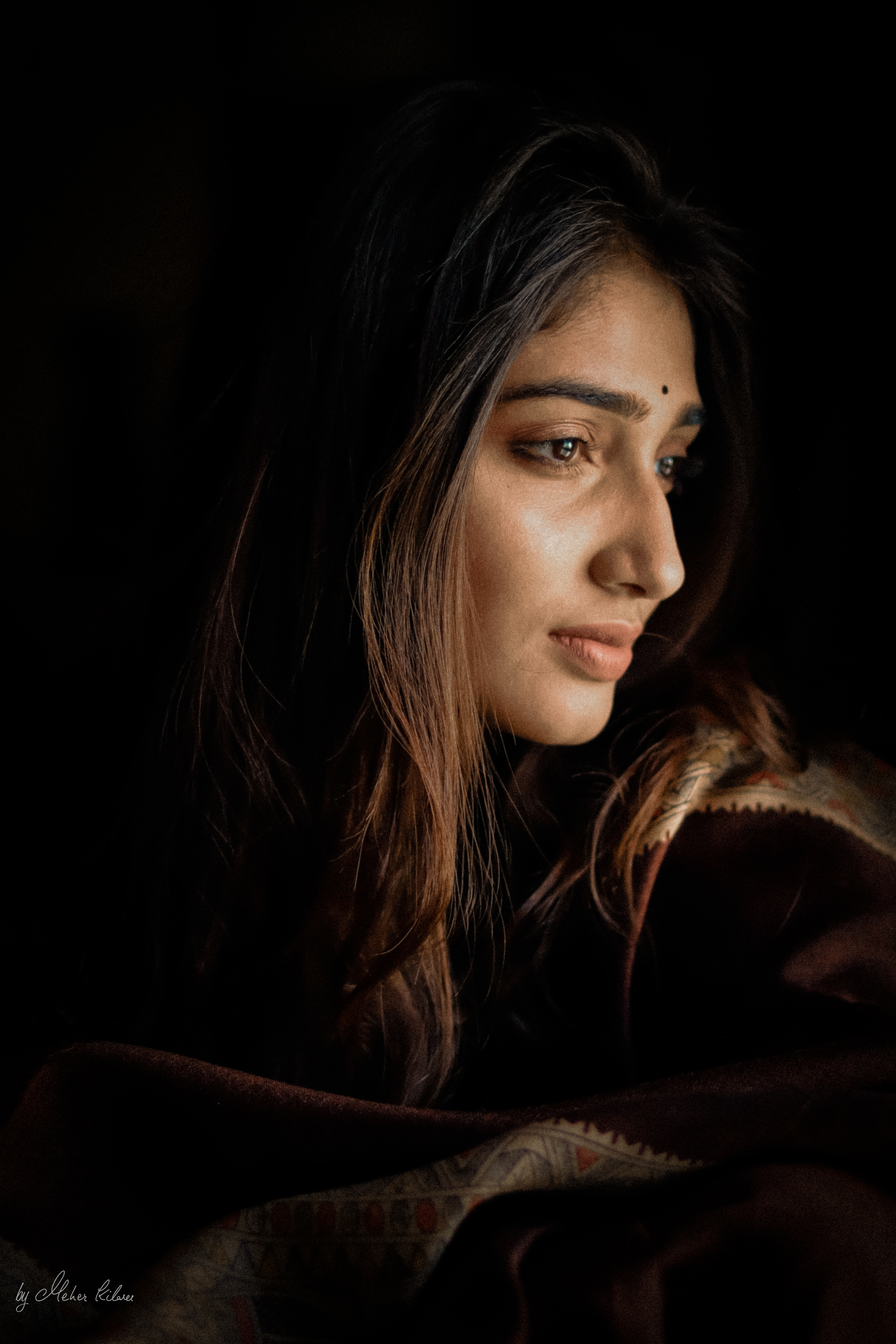
Priya Vadlamani, 2020

Priya Vadlamani (Hindi प्रिया वडलामणि; * 27. August 1997 in Jabalpur) ist eine indische Schauspielerin.

## Leben und Karriere
Vadlamani wurde am 27. August 1997 in Jabalpur geboren. Sie absolvierte ihre Schulbildung an der Slate School in Hyderabad und studierte später am Christ College in Bangalore. Ihre Karriere begann sie zunächst als Model und wurde 2016 zur „Femina Miss India Hyderabad“ gekürt. Später arbeitete sie als Regieassistentin, bevor sie ihre Schauspielkarriere begann.
Ihr Schauspieldebüt gab Priya Vadlamani 2018 mit dem Film Premaku Raincheck. Im selben Jahr spielte sie in Husharu mit. Anschließend trat sie 2019 in Aaviri auf. Zu ihren weiteren bekannten Filmen gehören College Kumar, Idhe Maa Katha, Manu Charitra und Veeranjaneyulu Viharayathra.

## Filmografie
- 2018: Premaku Raincheck
- 2018: Shubhalekhalu
- 2018: Hushaaru
- 2019: Aaviri
- 2020: College Kumar
- 2022: Mukhachitram
- 2024: Om Bheem Bush
- 2024: Viranjaneyulu Viharayatra